# 37-XX
Classificazione delle ricerche matematiche: sezioni di livello 1

00-XX 01 03 05 06 08 | 11 12 13 14 15 16 17 18 19 20 22 | 26 28 30 31 32 33 34 35 37 39 40 41 42 43 44 45 46 47 49 | 
 51 52 53 54 55 57 58 | 60 62 65 68 | 70 74 76 78 | 80 81 82 83 85 86 | 90 91 92 93 94 97-XX
37-XX è la sigla della sezione primaria dello schema di classificazione
MSC dedicata ai sistemi dinamici e alla teoria ergodica.
La pagina attuale presenta la struttura ad albero delle sue sottosezioni secondarie e terziarie.

## 37-XX
sistemi dinamici e teoria ergodica
[vedi anche 26A18, 28Dxx, 34Cxx, 34Dxx, 35Bxx, 46Lxx, 58Jxx, 70-XX]
- 37-00 opere di riferimento generale (manuali, dizionari, bibliografie ecc.)
- 37-01 esposizione didattica (libri di testo, articoli tutoriali ecc.)
- 37-02 presentazione di ricerche (monografie, articoli di rassegna)
- 37-03 opere storiche {!va assegnato almeno un altro numero di classificazione della sezione 01-XX}
- 37-04 calcolo automatico esplicito e programmi (non teoria della computazione o della programmazione)
- 37-06 atti, conferenze, collezioni ecc.

## 37Axx
teoria ergodica
- 37A05 trasformazioni conservanti la misura
- 37A10 famiglie ad un parametro continuo di trasformazioni conservanti la misura
- 37A15 gruppi generali di trasformazioni conservanti la misura [vedi principalmente 22Fxx]
- 37A17 flussi omogenei [vedi anche 22Fxx]
- 37A20 equivalenza di orbita, cocicle, relazioni di equivalenza ergodica
- 37A25 ergodicità, mescolamento?mixing, tassi?rates di mescolamento
- 37A30 teoremi ergodici, operatori di Markov {per la teoria ergodica degli operatori, vedi principalmente 47A35}
- 37A35 entropia ed altri invarianti, isomorfismo, classificazione
- 37A40 trasformazioni nonsingolari (e conservanti misure infinite)
- 37A45 relazioni con la teoria dei numeri e l'analisi armonica [vedi anche 11Kxx]
- 37A50 relazioni con la teoria della probabilità ed i processi stocastici
- 37A55 relazioni con la teoria delle C*-algebre [vedi principalmente 46L55]
- 37A60 sistemi dinamici nella meccanica statistica [vedi anche 82Cxx]
- 37A99 argomenti diversi dai precedenti, ma in questa sezione

## 37Bxx
dinamica topologica
[vedi anche 54H20]
- 37B05 trasformazioni e azioni di gruppo con proprietà speciali (minimalità, distalità, prossimalità ecc.)
- 37B10 dinamica simbolica [vedi anche 37Cxx, 37Dxx]
- 37B15 automia cellulari
- 37B20 nozioni di ricorrenza
- 37B25 funzioni di Lyapunov e stabilità; attrattori, repulsori
- 37B30 teoria dell'indice, indice di Conley, argomenti collegati
- 37B35 entropia topologica
- 37B40 teoria dei continui in dinamica
- 37B45 spostamenti multidimensionali di tipo finito, dinamica del tiling??
- 37B50 spostamenti multidimensionali di tipo finito, dinamica delle pavimentazioni
- 37B55 sistemi dinamici nonautonomi
- 37B99 argomenti diversi dai precedenti, ma in questa sezione

## 37Cxx
sistemi dinamici lisci: teoria generale
[vedi anche 34Cxx, 34Dxx]
- 37C05 applicazioni lisce e diffeomorfismi
- 37C10 campi vettoriali, flussi, equazioni differenziali ordinarie
- 37C15 equivalenza topologica e differenziabile, coniugio, invarianti, moduli, classificazione
- 37C20 proprietà generiche, stabilità strutturale
- 37C25 punti fissi, punti periodici, teoria di indice di punto fisso
- 37C30 funzioni zeta, operatori di trasferimento (di Ruelle-Frobenius), e altre tecniche analitico-funzionali? per i sistemi dinamici
- 37C35 crescita delle orbite
- 37C40 teoria ergodica liscia, misure invarianti [vedi anche 37Dxx]
- 37C45 teoria dimensionale dei sistemi dinamici
- 37C50 traiettorie approssimate (pseudotraiettorie, ombreggiamento?shadowing, ecc.)
- 37C55 flussi e diffeomorfismi periodici e quasiperiodici
- 37C60 sistemi dinamici lisci nonautonomi [vedi anche 37B50]
- 37C65 flussi monotoni
- 37C70 attrattori e repulsori, struttura topologica
- 37C75 teoria della stabilità
- 37C80 simmetrie, sistemi dinamici equivarianti
- 37C85 dinamica delle azioni di gruppi diversi da Z ed R, e foliazioni [vedi principalmente 22Fxx]
- 37C99 argomenti diversi dai precedenti, ma in questa sezione

## 37Dxx
sistemi dinamici con comportamento iperbolico
- 37D05 orbite iperboliche ed insiemi iperbolici
- 37D10 teoria invariante? delle varietà
- 37D15 sistemi di Morse-Smale
- 37D20 sistemi uniformemente iperbolici (espansivi?expanding, di Anosov, dell'Assioma A ecc.)
- 37D25 sistemi nonuniformemente iperbolici (esponenti di Lyapunov, teoria di Pesin ecc.)
- 37D30 sistemi parzialmente iperbolici e splittings?? dominati
- 37D35 formalismo termodinamico, principi variazionali, stati di equilibrio
- 37D40 sistemi dinamici di origine geometrica (flussi geodesici ed orociclici? ecc.)
- 37D45 attrattori strani?, dinamica caotica
- 37D50 sistemi iperbolici con singolarità (billiardi ecc.)
- 37D99 argomenti diversi dai precedenti, ma in questa sezione

## 37Exx
sistemi dinamici in dimensione bassa
- 37E05 mappe dell'intervallo (continue a pezzi, continue, lisce)
- 37E10 mappe del cerchio
- 37E15 dinamica combinatoria (tipi di orbite periodiche)
- 37E20 universalità, rinormalizzazione [vedi anche 37F25]
- 37E25 mappe di alberi e grafi
- 37E30 omeomorfismi e diffeomorfismi del piano e delle superfici
- 37E35 flussi su superfici
- 37E40 mappe twist??di torsione
- 37E45 numeri e vettori rotazionali?
- 37E99 argomenti diversi dai precedenti, ma in questa sezione

## 37Fxx
sistemi dinamici complessi
[vedi anche 30D05, 32Hxx]
- 37F05 relazioni e corrispondenze
- 37F10 polinomi; mappe razionali; funzioni intere e meromorfe
- 37F15 mappe espansive; iperbolicità; stabilità strutturale
- 37F20 combinatorica e topologia
- 37F25 rinormalizzazione
- 37F30 metodi quasiconformi e teoria di Teichmüller; gruppi fuchsiani e kleiniani come sistemi dinamici
- 37F35 densità conformi e dimensione di Hausdorff
- 37F40 limiti geometrici
- 37F45 famiglie olomorfe di sistemi dinamici; l'insieme di Mandelbrot; biforcazioni
- 37F50 piccoli divisori, domini rotazionali e linearizzazione; insiemi di Fatou e di Julia
- 37F75 foliazioni olomorfe e campi vettoriali
- 37F99 argomenti diversi dai precedenti, ma in questa sezione

## 37Gxx
teoria della biforcazione locale e globale
- 37G05 forme normali
- 37G10 biforcazioni di punti singolari
- 37G15 biforcazioni di cicli limite e orbite periodiche
- 37G20 punti singolari iperbolici con traiettorie omocliniche
- 37G25 biforcazioni collegate ad intersezione nontrasversale
- 37G30 insiemi nonwandering?? infiniti
- 37G35 attrattori e loro biforcazioni
- 37G40 simmetrie, teoria equivariante della biforcazione
- 37G99 argomenti diversi dai precedenti, ma in questa sezione

## 37Hxx
sistemi dinamici casuali
- 37H05 fondamenti, teoria generale dei cocicli, teoria ergodica algebrica [vedi anche 37Axx]
- 37H10 generazione, equazioni alle differenze e differenziali casuali e stocastiche [vedi anche 34K50, 37F05, 60Hxx]
- 37H15 teoria ergodica moltiplicativa, esponenti di Lyapunov [vedi anche 34D08, 37Axx, 37Cxx, 37Dxx]
- 37H20 teoria della biforcazione [vedi anche 37Gxx]
- 37H99 argomenti diversi dai precedenti, ma in questa sezione

## 37Jxx
sistemi hamiltoniani, lagrangiani, di contatto e nonolonomici finito-dimensionali
[vedi anche 53Dxx, 70Hxx]
- 37J05 teoria generale, relazioni con la geometria simplettica e la topologia
- 37J10 applicazioni simplettiche, punti fissi
- 37J15 simmetrie, invarianti, varietà invarianti, mappe di quantità di moto, riduzione [vedi anche 53D20]
- 37J20 problemi di biforcazione
- 37J25 problemi di stabilità
- 37J30 ostruzioni alla integrabilità (criteri di nonintegrabilità)
- 37J35 sistemi completamente integrabili, struttura topologica dello spazio delle fasi, metodi di integrazione
- 37J40 perturbazioni, forme normali, piccoli divisori, teoria KAM, diffusione di Arnol'd
- 37J45 orbite periodiche ed omo/eterocliniche; metodi variazionali, metodi della teoria dei gradi
- 37J50 orbite minimizzanti le azioni e misure per sistemi lagrangiani
- 37J55 sistemi di contatto [vedi anche 53D10]
- 37J60 sistemi dinamici nonolonomici [vedi anche 70F25]
- 37J99 argomenti diversi dai precedenti, ma in questa sezione

## 37Kxx
sistemi hamiltoniani infinito-dimensionali
[vedi anche 35Axx, 35Qxx]
- 37K05 strutture hamiltoniane, simmetrie, principi variazionali, leggi di conservazione
- 37K10 sistemi completamente integrabili, test di integrabilità, strutture bi-hamiltoniane, gerarchie (KdV, KP, Toda ecc.)
- 37K15 integrazione di sistemi completamente integrabili con metodi spettrali inversi e metodi di scattering
- 37K20 relazioni con la geometria algebrica, l'analisi complessa, le funzioni speciali [vedi anche 14H70]
- 37K25 relazioni con la geometria differenziale
- 37K30 relazioni con le algebre di Lie infinito-dimensionali e con altre strutture algebriche
- 37K35 trasformazioni di Lie-Bäcklund ed altre trasformazioni
- 37K40 teoria dei solitoni, comportamento asintotico delle soluzioni
- 37K45 problemi di stabilità
- 37K50 problemi di biforcazione
- 37K55 perturbazioni, KAM per sistemi infinito-dimensionali
- 37K60 dinamica reticolare [vedi anche 37L60]
- 37K65 sistemi hamiltoniani su gruppi di diffeomorfismi e su varietà di applicazioni e metriche?
- 37K99 argomenti diversi dai precedenti, ma in questa sezione

## 37Lxx
sistemi dinamici dissipativi infinito-dimensionali
[vedi anche 35Bxx, 35Qxx]
- 37L05 teoria generale, semigruppi nonlineari, equazioni d'evoluzione
- 37L10 forme normali, teoria del centro? varietà, teoria della biforcazione
- 37L15 problemi di stabilità
- 37L20 simmetrie
- 37L25 varietà inerziali e altri insiemi attraenti invarianti
- 37L30 attrattori e loro dimensioni, esponenti di Lyapunov
- 37L40 misure invarianti
- 37L45 iperbolicità; Lyapunov funzioni
- 37L50 semigruppi non compatti; dispersive equazioni; perturbazioni di Hamiltonian sistemi
- 37L55 infinite-dimensional random sistemi dinamici; stocastic equazioni
- 37L60 lattice dinamica [vedi anche 37K60]
- 37L65 metodi di approssimazione (di Galerkin nonlineari ecc.)
- 37L99 argomenti diversi dai precedenti, ma in questa sezione

## 37Mxx
approssimazione metodi e numeric treatment di sistemi dinamici
[vedi anche 65Pxx]
- 37M05 simulazione
- 37M10 time series analisi
- 37M15 simplettic integrators
- 37M20 computazione di omoclinic cicles
- 37M25 computazionale metodi per biforcazione problemi
- 37M30 computazionale metodi per ergodic teoria (approssimazione di misure invarianti, calcolo degli esponenti di Lyapunov, entropia)
- 37M99 argomenti diversi dai precedenti, ma in questa sezione

## 37Nxx
applicazioni
- 37N05 sistemi dinamici in meccanica classica e celeste [vedi principalmente 70Fxx, 70Hxx, 70Kxx]
- 37N10 sistemi dinamici in meccanica dei fluidi ed in meteorologia [vedi principalmente 76-XX, specialmente 76D05, 76F20, 86A05, 86A10]
- 37N15 sistemi dinamici in meccanica dei solidi [vedi principalmente 74Hxx]
- 37N20 sistemi dinamici in altre branche della fisica (meccanica quantistica, relatività generale, fisica del laser)
- 37N25 sistemi dinamici in biologia [vedi principalmente 92-XX, ma anche 91-XX]
- 37N30 sistemi dinamici in analisi numerica
- 37N35 sistemi dinamici nel controllo
- 37N40 sistemi dinamici in ottimizzazione ed in economia
- 37N99 argomenti diversi dai precedenti, ma in questa sezione

## 37Pxx
sistemi dinamici aritmetici e non-archimedei [vedi anche 11S82, 37A45]
- 37P05 mappe polinomiali e razionali
- 37P10 mappe analitiche e meromorfe
- 37P15 campi fondamentali globali
- 37P20 campi fondamentali locali non-archimedei
- 37P25 campi fondamentali finiti
- 37P30 funzioni altezza; funzioni di Green; misure invarianti [vedi anche 11G50, 14G40]
- 37P35 proprietà aritmetiche dei punti periodici
- 37P40 insiemi di Fatou e di Julia non-archimedei
- 37P45 famiglie e spazi di moduli
- 37P50 sistemi dinamici su spazi di Berkovich
- 37P55 dinamica aritmetica su varietà algebriche generali
- 37P99 argomenti diversi dai precedenti, ma in questa sezione